# Roma (mitologia)
Roma (Dea Roma) – bogini Rzymu i tradycyjne uosobienie państwa rzymskiego.

## W mitologii
Imię jej łączono z mitologiczną postacią Rome (Rhome – dosł. moc, siła), różnorodnie przedstawianą w rozmaitych wersjach mitów grecko-rzymskich. Według najbardziej rozpowszechnionych miała być branką trojańską Ulissesa bądź towarzyszką Eneasza w ucieczce z płonącej Troi; wraz z nimi przybyła na wybrzeże Lacjum i u ujścia Tybru doradziła spalenie okrętów, co zmusiło uciekinierów do osiedlenia się w Italii. Gdy zaś trojańscy uchodźcy zajęli miejsce pod osadę, wzniosła na Palatynie świątynię Fides, wokół której powstało miasto.
Zgodnie z innymi przekazami była córką Askaniusza (czyli wnuczką Eneasza) względnie jego małżonką albo samego Eneasza – jako córka Telefosa, a wnuczka Heraklesa. Późniejsze wersje zhellenizowane przypisują jej wprost pochodzenie od Ulissesa: miała być jedną z wielu jego córek z czarodziejką Kirke i siostrą Telegonosa, albo też córką jego syna – Telemacha i Kirke.
Wreszcie w tradycji niezależnej od mitu wywodzącego się z podań trojańskich, Rome uchodzi za córkę króla Italosa i Leukarii bądź też za córkę Ewandra, i miała być wieszczką, która temu ostatniemu doradziła wybór miejsca pod przyszłą osadę Pallanteum – zalążek Wiecznego Miasta.

## Symbol Rzymu
Wizerunek jej pojawia się już na republikańskich monetach Rzymu w pierwszej połowie III wieku p.n.e. (od ok. 280 bądź 269 p.n.e.) jako głowa w uskrzydlonym kasku z towarzyszącym napisem ROMA. W Italii poza Rzymem personifikacja ta najwcześniej pojawia się na monetach Lokrów Epizefiryjskich w 204 r. p.n.e., tuż po podboju przez Rzymian.

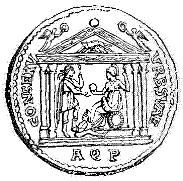
Władca przed posągiem Romy w świątyni (follis Maksencjusza)

Od końca  II w. p.n.e. jest bóstwem stanowiącym uosobienie państwa rzymskiego. Stąd też przedstawiana niekiedy z rogiem obfitości (cornucopiae) jako symbolem roztaczanego przez Rzym dobrobytu i pokoju. Chętniej jednak wyobrażana jako bóstwo wojownicze. Na późniejszych monetach cesarstwa najczęściej jako Roma Aeterna, siedząca w hełmie, z włócznią (hasta) i tarczą u boku, w prawej ręce trzymająca palladium – symbol wiecznego trwania. W okresie schyłku potęgi imperium szczególnie często przypominana w tej postaci jako symbol państwowości oraz cnót dawnego Rzymu – stolicy ówczesnego świata. W pełni zaistniała jednak dopiero w okresie cesarstwa, kiedy stawiano jej świątynie wspólne z innym bóstwem bądź z ubóstwionym (deifikowanym) cesarzem. Z towarzyszącą inskrypcją Thea Roma występuje na monetach licznych miast greckich we wschodniej części imperium. Obdarzano ją również przydomkami Augusta (święta), Aeterna (wieczna), Invicta (niepokonana) i innymi.

## Kult

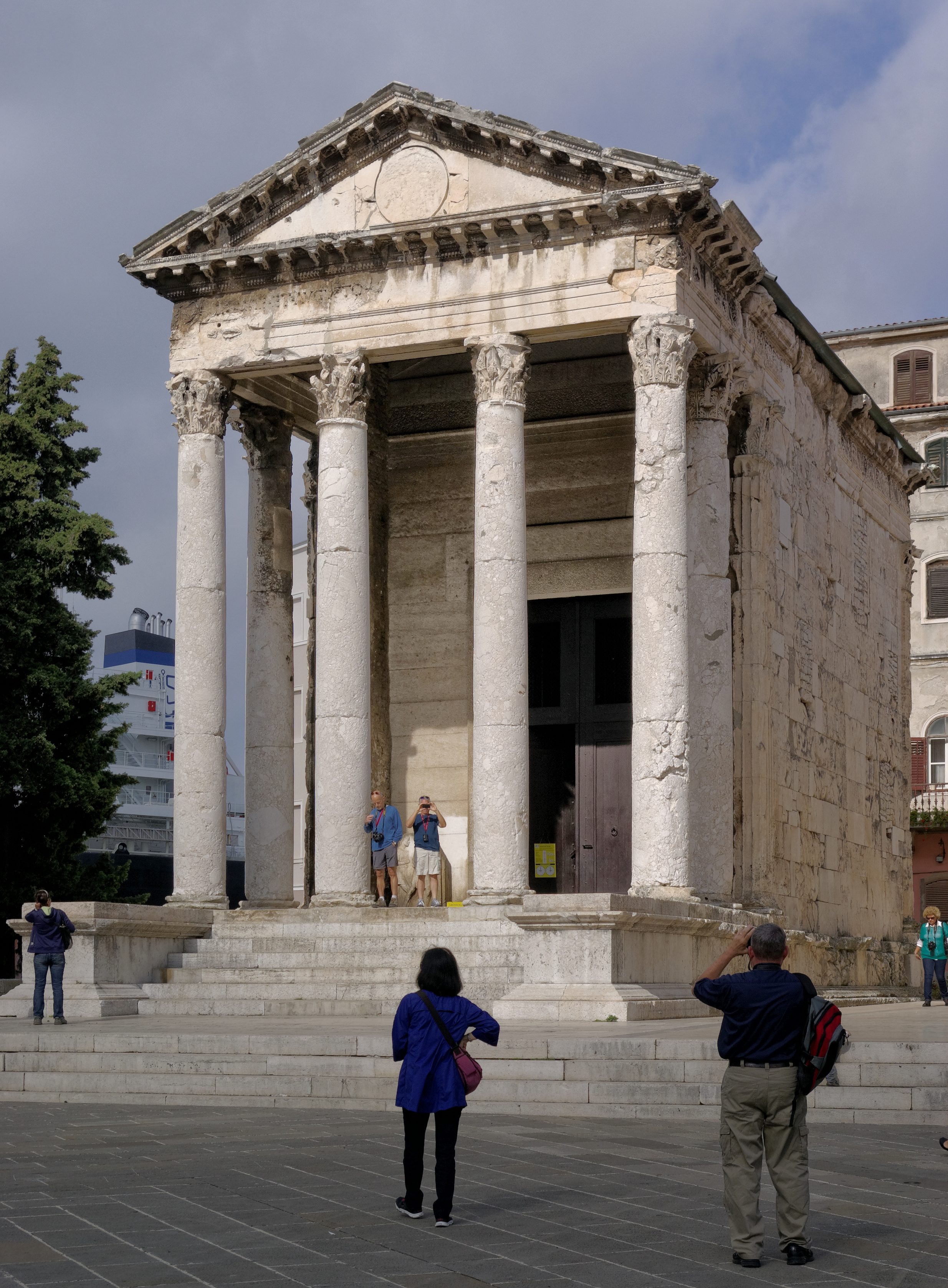
Świątynia w Puli z I wieku n.e.

Rozwijał się w miarę wzrostu znaczenia Rzymu, którego władza stopniowo obejmowała obszary pozaitalskie. Istnienie jego potwierdza uwaga Swetoniusza o żądaniu Augusta, by cześć oddawano mu jedynie wspólnie z Romą. Złączony z kultem cesarskim, przez długi czas miał charakter prowincjonalny – zwłaszcza we wschodniej, greckojęzycznej części imperium, gdzie jako składnik kultu władcy łatwo wkomponował się w tradycję monarchii hellenistycznych. Wedle świadectwa Tacyta pierwszą poświęconą Romie świątynię wzniesiono w Smyrnie ok. 195 p.n.e. Liwiusz twierdzi, że w karyjskiej Alabandzie nie tylko jej poświęcono sanktuarium, ale corocznie też organizowano ku jej czci igrzyska.
W drugiej połowie II wieku p.n.e. jej kult zakorzenił się w Pergamonie, ustanowionym przez Rzymian stolicą nowej prowincji Azja, szybko rozprzestrzeniając się stamtąd na inne miasta (m.in. Efez, Sardes),  miejsca (Delos) i prowincje imperium. W Afryce znane są sanktuaria w Leptis Magna i w Mactaris, z resztek budowli wiadomo o istnieniu okazałej świątyni w galackiej Ankyrze, wspaniały ołtarz poświęcony Augustowi i Romie (uwieczniony jedynie na monetach Augusta i Tyberiusza) wystawiono w tzw. sanktuarium Trzech Galii w Lugdunum (Lyon). Wyjątkowo dobrze zachowane przybytki kultowe przetrwały w Atenach na Akropolu (obok Partenonu) i w Puli (antyczna Pola), pozostałości po nich odkryto w Efezie i w palestyńskiej Cezarei Nadmorskiej.
W samej Italii stwierdzono istnienie sześciu, w tym dwóch na obszarze Lacjum. W Ostii przetrwały ruiny wybudowanej za Tyberiusza wielkiej świątyni miejskiej z zachowanym posągiem kultowym, ponadto drugie w Terracinie.

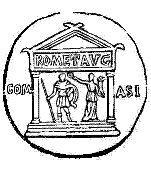
Małoazjatycka świątynia kultu Augusta i Romy (medalion z czasów Klaudiusza)

W samej stolicy imperium dopiero za Hadriana wystawiono bogini okazałe sanktuarium pomiędzy Forum Romanum a Koloseum, łącząc cześć dla niej z kultem Wenus – patronki rodu Juliuszów i dynastii julijsko-klaudyjskiej. Poświęcone przez cesarza w rocznicę założenia Wiecznego Miasta – 21 kwietnia 121 r. n.e., było największą jego świątynią, mając przy tym dwa wejścia: od strony Forum – do sanktuarium Romy i od Kapitolu – do przybytku Wenus. Wielki posąg we wnętrzu przedstawiał zhellenizowaną postać bogini z palladium w prawicy. Przypuszcza się, iż ówczesne poświęcenie sanktuarium (ukończone zostało o wiele później, za Antonina Piusa) łączyło się z inauguracją festynu o nazwie Parilia (potem Romaea), będącego naśladownictwem podobnych obchodów ku czci bóstwa we wschodnich prowincjach imperium.

## W ikonografii
Oprócz wyobrażeń na monetach stosunkowo najwięcej zachowało się przedstawień reliefowych bóstwa. W sposób charakterystyczny przedstawia je płaskorzeźba z II-III w. ze zbiorów Villi Albani znana jako "Triumf Romy": opartą o tarczę i swobodnie siedzącą w krótkiej szacie i w grzebieniastym hełmie na tle krągłej wielokolumnowej świątynki. Zbliżone wyobrażenie pochodzi z ocalałej podstawy Kolumny Antonina. Do innych należą przedstawienia z Łuku Tytusa oraz ze zrekonstruowanego ołtarza Ara Pacis Augustae przy rzymskiej via di Ripetta.